# Kenny Cooper
Kenneth Scott „Kenny“ Cooper, Jr. (* 21. Oktober 1984 in Baltimore, Maryland) ist ein ehemaliger US-amerikanischer Fußballspieler. Er wurde als Stürmer eingesetzt.

## Laufbahn

### Jugend
Kenny Cooper ging in Dallas auf die Jesuit College Preparatory School und wurde im Jahr 2003, in dem er auch seinen Schulabschluss machte, High-School-Spieler des Jahres in Dallas und Umgebung. Im selben Jahr nahm er mit dem Dallas Solar Soccer Club am Dallas Cup, einem internationalen Jugendvereinsturnier, teil, wodurch einige ehemalige NASL-Spieler auf ihn aufmerksam wurden. Diese kontaktierten Jimmy Ryan, den Leiter der Jugendfußballabteilung bei Manchester United. Ryan hatte mit Kenny Coopers Vater zusammen in der NASL bei Dallas Tornado gespielt. Er wurde zu einem Probetraining eingeladen und im Anschluss von Manchester verpflichtet.

### Manchester United
In seinem ersten Jahr in England spielte Cooper im Nachwuchsbereich von Manchester United, 2004 stieg er in den Seniorenbereich auf. Bis 2006 stand er im Aufgebot von ManU, schaffte aber nie den Sprung in die erste Mannschaft.
Am Anfang der Saison 2004/05 wurde er nach Portugal zu Académica Coimbra ausgeliehen, er bestritt aber für die Portugiesen kein einziges Spiel. Nach einem halben Jahr kehrte er nach Manchester zurück und wurde gleich darauf an Oldham Athletic verliehen. Dort kam Cooper zehn Mal zum Einsatz und erzielte dabei drei Tore.

### FC Dallas

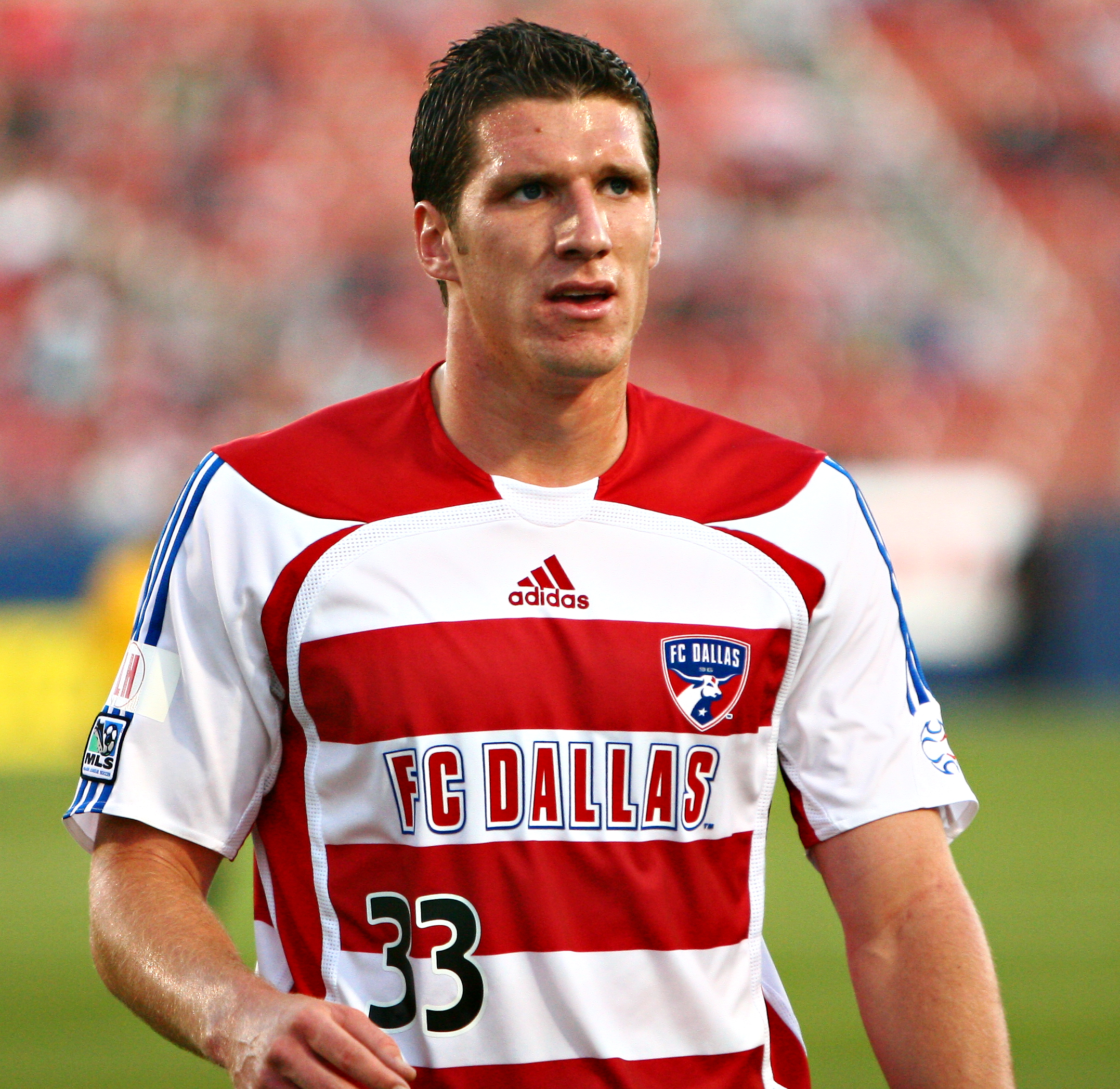
Cooper beim FC Dallas

Im Februar 2006 verließ er die britische Insel wieder und kehrte zurück in seine Heimatstadt Dallas, wo er einen Vertrag beim FC Dallas unterschrieb. Gleich in seiner ersten Saison schoss er 11 Tore in 31 Spielen. In den folgenden Jahren war er Stammspieler des Vereins. In der Saison 2008 war er der einzige Spieler des FC Dallas, der bei allen Spielen auf dem Platz stand. Bis Ende Juli 2009 spielte er insgesamt 90 Mal für das Franchise; ihm gelangen dabei 40 Tore.

### 1860 München
Anfang August 2009 wechselte Cooper zum deutschen Zweitligisten TSV 1860 München. Er unterschrieb einen Vertrag bis 2012, der mit einer Option für ein weiteres Jahr versehen war. Am 9. August 2009 kam er zu seinem ersten Einsatz für 1860 München. Beim Spiel gegen die TuS Koblenz stand er in der Startaufstellung und erzielte das erste Saisontor für den TSV 1860.
Ende Januar 2010 wurde Cooper, der gegen Ende der Hinrunde verletzungsbedingt hatte pausieren müssen, bis Saisonende an den englischen Zweitligisten Plymouth Argyle ausgeliehen. Dort wurde er siebenmal eingewechselt und kam dadurch auf insgesamt 138 Minuten Spielzeit.
Im Juli 2010 brach er sich im ersten Training nach seiner Rückkehr nach München den Knöchel und musste dadurch mehrere Monate pausieren. Beim letzten Spiel im Jahr 2010 gegen den SC Paderborn kam er zum ersten Saisoneinsatz, als er in 71. Minute eingewechselt wurde.

### Rückkehr in die MLS
Am 13. Januar gab der TSV 1860 München bekannt, dass Cooper seinen bis 2012 gültigen Vertrag nicht weiter fortsetzen wird und mit sofortiger Wirkung zum neu gegründeten Franchise Portland Timbers in die Major League Soccer wechseln wird. Am 19. März 2011 schoss er beim MLS-Debüt der Portland Timbers das erste MLS-Tor in der Geschichte der Mannschaft.
Am 12. Januar 2012 wechselte Cooper zu den New York Red Bulls. Die Timbers erhielten dafür eine Ablösesumme und einen Pick für die erste Runde des MLS SuperDraft. Am zweiten Spieltag der Saison 2012 erzielte Cooper gegen seinen ehemaligen Club, den FC Dallas, sein erstes Ligaspieltor für das New Yorker Franchise.
Im Januar 2013 kehrte Kenny Cooper zum FC Dallas zurück. Dort erzielte er sechs Tore in 31 Ligaspielen. Am Ende der Saison 2013 wurde sein Vertrag allerdings nicht verlängert und er musste das Franchise verlassen.
Anfang 2014 wechselte Cooper zum Seattle Sounders FC; sein Debüt für Seattle gab er am 8. März 2014 gegen Sporting Kansas City. Cooper wurde in der Saison 2014 22-mal eingesetzt, dabei stand er zwölfmal in der Startaufstellung. Ihm gelangen jedoch nur drei Tore, damit blieb er unter seinen Vorjahresleistungen. Deutlich bessere Leistungen zeigte er im U.S. Open Cup, wo er in nur vier Spielen sechs Tore erzielte und als bester Spieler des Wettbewerbs 2014 ausgezeichnet wurde.
Am 11. April 2015 wechselte Cooper zum kanadischen MLS-Franchise Montreal Impact. Aufgrund einer schweren Knieverletzung machte Cooper für Impact während der Saison 2015 nur ein Spiel. Zum Ende der Saison verließ Cooper Montreal wieder und beendete seine Spielerkarriere.

### Nationalmannschaft
Am 20. Januar 2007 gab er sein Länderspieldebüt gegen Dänemark, im selben Spiel erzielte er sein erstes Tor.
Sein erstes großes Turnier war der CONCACAF Gold Cup 2009, wo die Auswahl der USA den zweiten Platz erreichte. Cooper konnte im Turnier zwei Treffer markieren.

## Privates
Coopers Vater, der ebenfalls mit Vornamen Kenny heißt, spielte als Torwart in der North American Soccer League und arbeitete später als Trainer in der Major Indoor Soccer League. 1996 gab Cooper sen., der aus dem englischen Blackpool stammte, seinen Rücktritt als Trainer bekannt und zog mit seiner Familie nach Dallas, Texas. Cooper senior und der ehemalige Fußballspieler Mike Renshaw besitzen zusammen einen Wein-Import-Betrieb.
Am 7. Januar 2012 heiratete Cooper seine Freundin Molly Grimm in Charleston, South Carolina.